# Bob Harris
Robert Anderson "Bob" Harris (nascido em 16 de março de 1927) foi um jogador norte-americano de basquete profissional que disputou cinco temporadas na National Basketball Association (NBA). Durante a sua temporada sênior na Universidade Estadual de Oklahoma [en], Harris foi eleito para a segunda equipe de All-American da Associated Press. Harris foi selecionado pelo Fort Wayne Pistons como a terceira escolha geral no draft da BAA (hoje NBA) em 1949. Em 19 de dezembro de 1950, Harris foi trocado pelo Boston Celtics por Dick Mehen. Em 16 de outubro de 1954, Harris foi trocado de volta para os Pistons por Fred Scolari, mas não jogou nenhuma partida pelos Pistons. Durante a carreira na NBA, marcou em média 6,8 pontos e pegou 6,9 rebotes por partida.